# Котлас

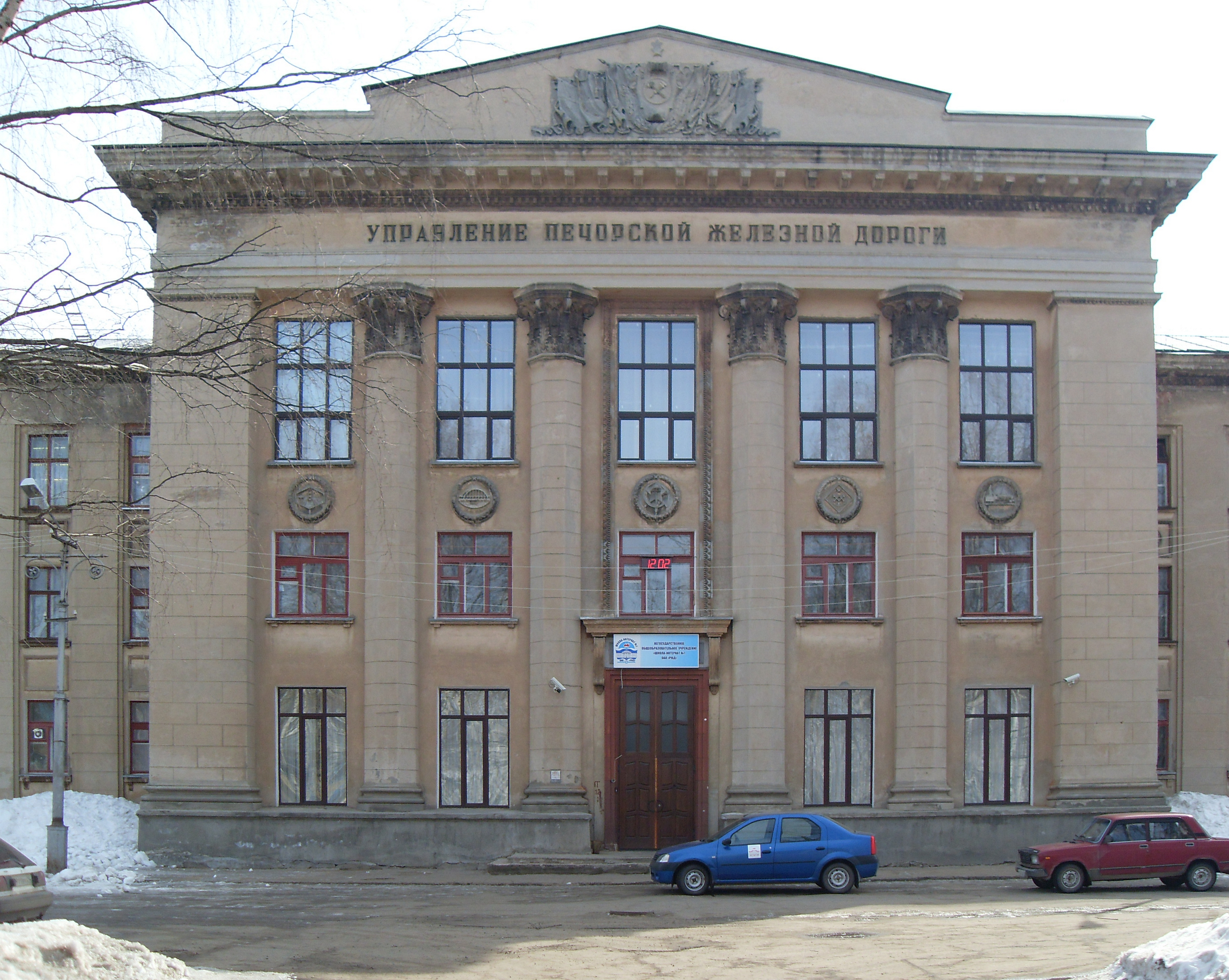
Адміністративна будівля, де колись містилося Управління Печорської залізниці, квітень 2009 року

Ко́тлас (рос. Котлас) — місто (з 1917 року) в Архангельській області Російської Федерації, адміністративний центр Котласького муніципального району.

## Загальні відомості
Місто розташоване на Північній Двіні, при впадінні в неї річки Вичегди, за 600 км від обласного центру міста Архангельськ.
Населення Котласа становить 59,2 тис. осіб (2008), з кінця 1980-х років динаміка зміни чисельності міського населення носить від'ємний характер — для порівняння в 1977 році в місті проживало 63 тис. осіб.
Кліматичні умови Котласа характеризуються такими показниками:
- середня річна температура — +1,4 °C
- середня річна швидкість вітру — 3,7 м/с
- середня річна вологість повітря — 78 %

## Транспорт і економіка

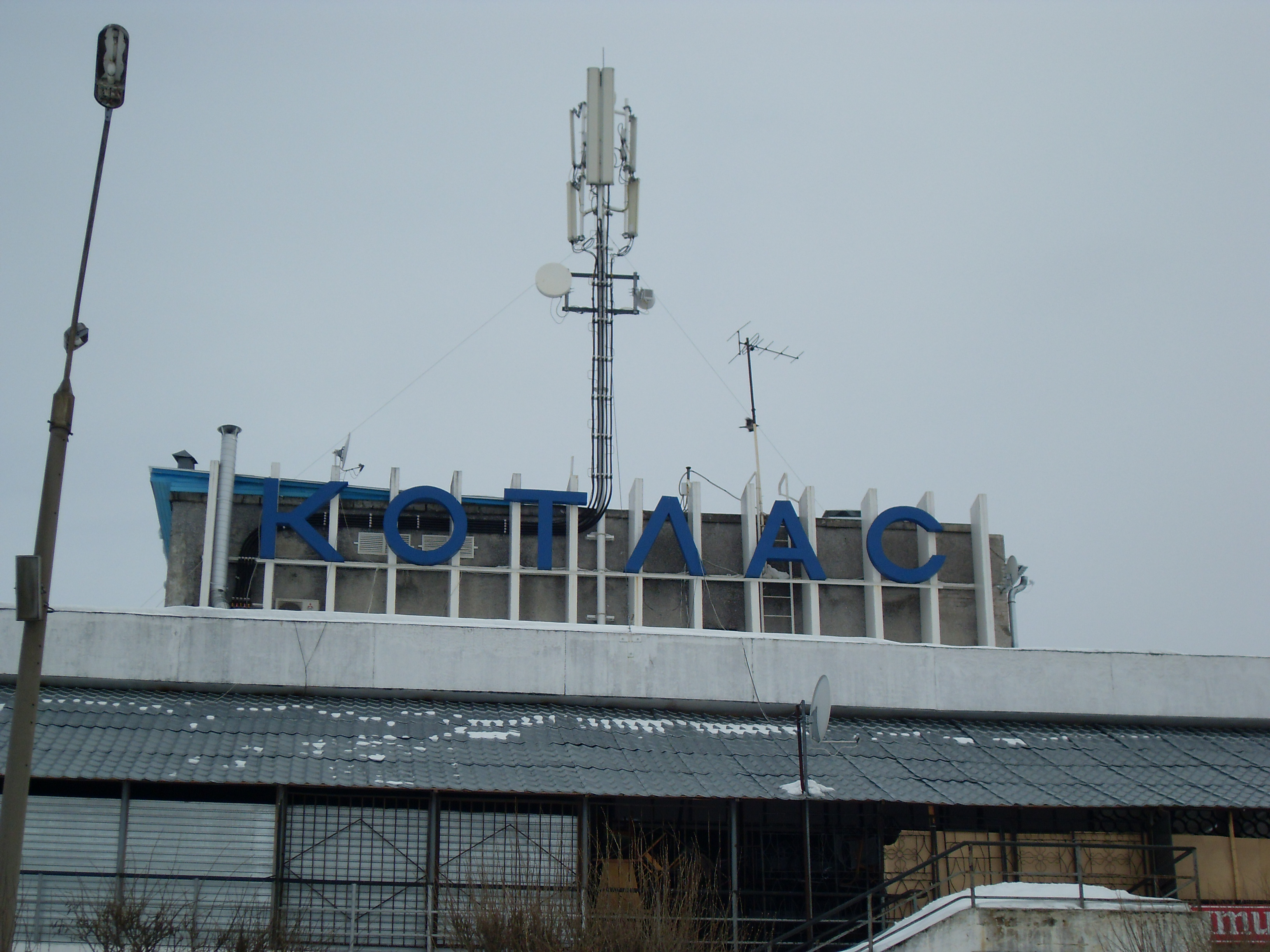
Будівля колишнього річкового вокзалу

Котлас є важливим залізничним вузлом, як пасажирського, так і вантажного перевезення. У транспортній системі міста важливе значення відіграє місцевий аеропорт «Котлас», пристань (річковий вокзал) із занепадом міста втратила своє значення. У місті є залізничний міст через Північну Двіну.
Після важких 1990-х у місті вдалося зберегти головні промислові підприємства:
- ТОВ «Котласький лісопильно-деревообробний комбінат»
- ВАТ «Котласький мєлькомбінат»
- ВАТ «Лімендський суднобудівний-судноремонтний завод»
- ГОУП Харчовий комплекс «Котласький»
- ФГУП «Котласький електромеханічний завод»
- Аеропорт Котлас ВАТ «Авіакомпанія Трансавіа-Гарантія»
- Лімендська база обслуговування флоту ВАТ «Північне річкове пароплавство»
- ФГУ «Сєвводпуть»

## Історичні факти
Місто Котлас утворено постановою Тимчасового уряду від 3(16) червня 1917 року.
Історично са́ме в околицях Котласа наприкінці XIV століття св. Стефан Пермський розпочав просвітницьку діяльність і проповідування християнства серед комі.
У верхньопермських відкладеннях поблизу Котласу виявлено рештки примітивних земноводних батрахозаврів, названих на честь міста котласіями.
У шпиталі пересильного пункту м. Котласа помер у 1943 році відомий польський актор і режисер передвоєнних років Еуґеніуш Бодо (пол. Eugeniusz Bodo, реабілітовано 18 жовтня 1991 року).

## Персоналії
- Алентова Віра Валентинівна (* 1942) — радянська і російська акторка театру і кіно.

## Клімат
| Клімат Котлас           | Клімат Котлас | Клімат Котлас | Клімат Котлас | Клімат Котлас | Клімат Котлас | Клімат Котлас | Клімат Котлас | Клімат Котлас | Клімат Котлас | Клімат Котлас | Клімат Котлас | Клімат Котлас | Клімат Котлас |
| Показник                | Січ.          | Лют.          | Бер.          | Квіт.         | Трав.         | Черв.         | Лип.          | Серп.         | Вер.          | Жовт.         | Лист.         | Груд.         | Рік           |
| Середній максимум, °C   | −10           | −9            | −1            | 6             | 14            | 20            | 22            | 20            | 12            | 4             | −2            | −7            | 5             |
| Середня температура, °C | −14           | −12           | −6            | 1             | 8             | 14            | 17            | 14            | 8             | 1             | −4            | −10           | 1             |
| Середній мінімум, °C    | −18           | −17           | −10           | −2            | 3             | 8             | 11            | 9             | 4             | −1            | −7            | −14           | −2            |
| Норма опадів, мм        | 32            | 22            | 21            | 37            | 43            | 56            | 72            | 68            | 50            | 53            | 43            | 39            | 535           |
| ----------------------- | ------------- | ------------- | ------------- | ------------- | ------------- | ------------- | ------------- | ------------- | ------------- | ------------- | ------------- | ------------- | ------------- |

## Міста-побратими
- Україна, Бахчисарай
- Польща, Тарнів
- США, Вотервіль

## Виноски
1. ↑  Українська радянська енциклопедія : у 12 т. / гол. ред. М. П. Бажан ; редкол.: О. К. Антонов та ін. — 2-ге вид. — К. : Головна редакція УРЕ, 1974–1985., Том 5., К., 1980, стор. 455
2. ↑  Szwajcarski paszport na Sybir: Głośne życie i cicha śmierć Eugeniusza Bodo [Архівовано 16 квітня 2005 у Wayback Machine.] (пол.)